# زیارتگاه امامزاده عباس و سکینه
زیارتگاه امامزاده عباس و سکینه مربوط به سده‌های میانه و متأخر دوران‌های تاریخی پس از اسلام است و در شهرستان آران و بیدگل، بخش مرکزی، دهستان سفیددشت، روستای علی‌آباد، بلوار اصلی روستا، جنب گلزار شهدآء واقع شده و این اثر در تاریخ ۲۲ آبان ۱۳۸۶ با شمارهٔ ثبت ۱۹۸۵۶ به‌عنوان یکی از آثار ملی ایران به ثبت رسیده است.